# Carlos Julio Arosemena Tola
Carlos Julio Arosemena Tola (Guayaquil, 12 aprile 1888 – 20 febbraio 1952) è stato un politico ecuadoriano.
È stato presidente dell'Ecuador dal 17 settembre 1947 al 31 agosto 1948. Anche suo figlio Carlos Julio Arosemena Monroy è stato presidente dopo di lui.